# 韦筱圆
韦筱圆（2004年8月25日—），中国体操运动员。她在2018年开始参加青少年组比赛，在2019年世界青少年锦标赛上获得两枚银牌和一枚铜牌。2020年开始参加成年组比赛，两次获得世界锦标赛女子高低杠冠军。